# Liste der Kulturdenkmäler in Kollweiler
In der Liste der Kulturdenkmäler in Kollweiler sind alle Kulturdenkmäler der rheinland-pfälzischen Ortsgemeinde Kollweiler aufgeführt. Grundlage ist die Denkmalliste des Landes Rheinland-Pfalz (Stand: 21. Juli 2023).

## Einzeldenkmäler
| Bezeichnung            | Lage                              | Baujahr                   | Beschreibung                                                                           | Bild |
| ---------------------- | --------------------------------- | ------------------------- | -------------------------------------------------------------------------------------- | ---- |
| Protestantische Kirche | Kollweiler, Bergstraße 8 Lage     | 14. Jahrhundert           | gotischer Saalbau, 14. Jahrhundert, barocker Dachreiter                                | BW   |
| Hofanlage              | Gosenbergerhof, Hofstraße 33 Lage | Ende des 19. Jahrhunderts | Hakenhof, Rotsandsteinquaderbauten, Ende des 19. Jahrhunderts; Scheune bezeichnet 1897 | BW   |